# Mia Löfgren

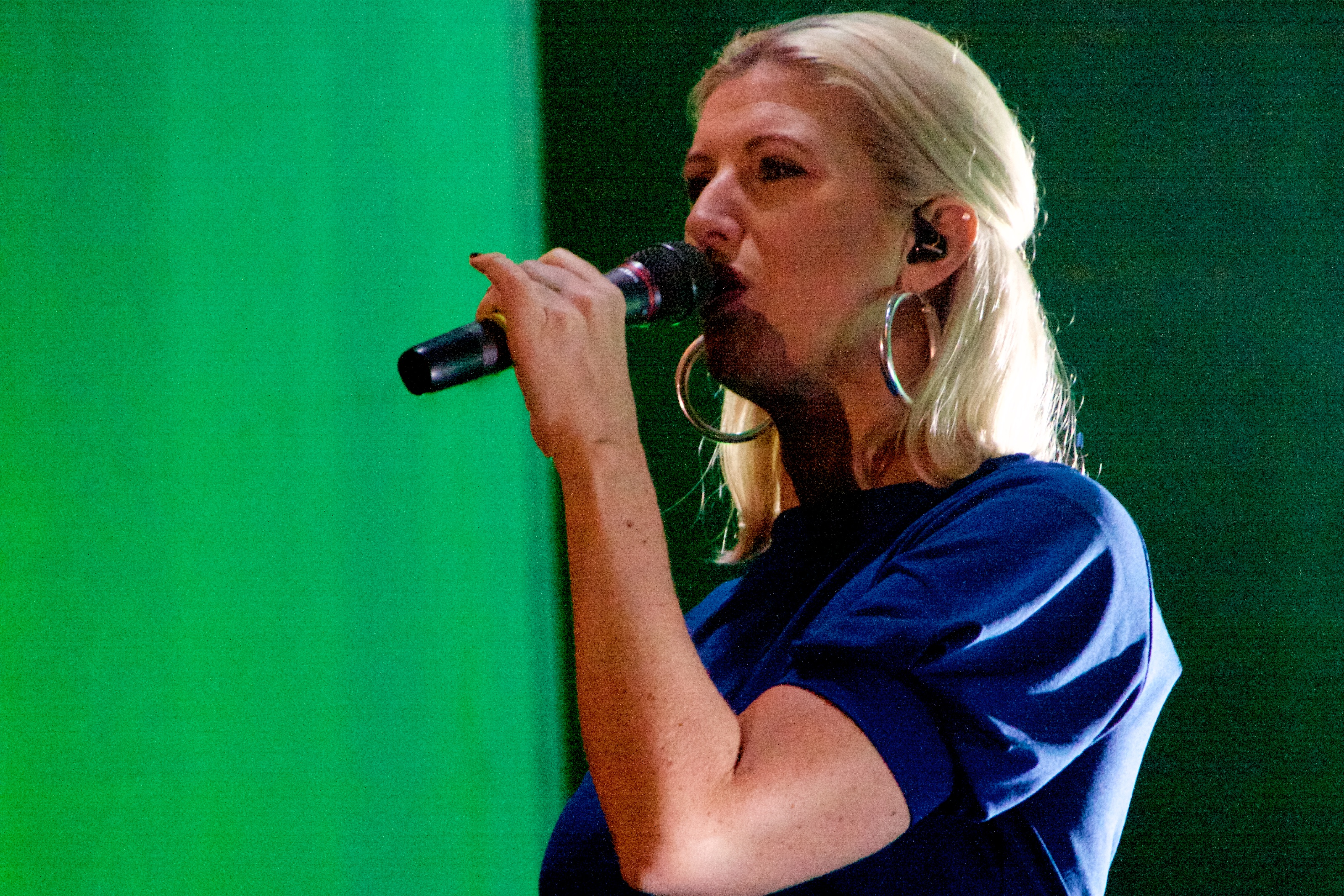
Mia Löfgren

Mia „Whippy“ Löfgren (* 3. August 1976 in Ånge)  ist eine schwedische Popsängerin.

## Karriere
Löfgren stieg im Jahr 2000 bei Rednex ein. Mit ihr startete Rednex ein großes Comeback mit den Hits The Way I Mate, Spirit of the Hawk und Hold Me for a While. 2001 startete Mia eine Solokarriere. Ihre erste Single Superstar erreichte Platz vier der schwedischen Charts.
2003 nahm sie an dem schwedischen TV-Musikwettbewerb Fame Factory teil und erreichte im Finale den zweiten Platz. Von 2002 bis Januar 2007 sang Mia als Frontfrau der Band Merrygold. Sie verließ die Gruppe, um eine Solokarriere zu starten.

## Diskografie
Veröffentlichungen mit Rednex:
- 2000: The Way I Mate
- 2000: The Spirit of the Hawk
- 2000: … Farm Out! (Album)
- 2000: Hold Me for a While

Solo:
- 2001: Superstar

Mit Merrygold:
- 2006: Ready to Fly
- 2006: Choking on the Fat Cream (Album)